# Corpus Scriptorum Historiae Byzantinae
Corpus Scriptorum Historiae Byzantinae (лат.) (Сборник византийских писателей историков) сокращенно: CSHB, также Боннский Корпус  — фундаментальное пятидесятитомное собрание византийских исторических сочинений — первоисточников для изучения византийской истории, опубликованной в немецком городе Бонне между 1828 и 1897 годами. Каждый том содержит критическое издание из византийского греческого исторического текста, сопровождается параллельным латинским переводом, предисловиями и примечаниями. Идея создания многотомника принадлежит историку Георгу Нибуру Бартольду. Нибур стремился дополнить и расширить оригинальный двадцати четырехтомный сборник «Byzantinae historiae scriptoribus ad omnes per orbem eruditor protreptikon» (называемый так же: «Byzantine du Louvre» — Византийский Лувр), изданный в Париже между 1648 и 1711 годами, первым редактором которого был иезуит и  учёный Филипп Лаббе. Издание сборника было начато в Боннском университете.  К участию были привлечены Иммануэль Беккер, братья Диндорфы и другие. Сам Нибур составил для этого «Corpus scriptorum historiae Byzantinae» издание Агафия (Бонн, 1828) и, в сотрудничестве с Иммануэлом Беккером и Классеном, собрание оставшегося от историков Дексиппа, Евнапия, Петра Патрикия, Приска, Малха и Менандра (Бонн, 1829). После смерти Нибура  в 1831 году издание было продолжено Прусской академией наук в Берлине.

## Содержание томов
1. Агафий Миринейский, История; редактор Нибур (Бонн, 1828)
2. Анна Комнина, Алексиада; редактор Людвиг Шопен[нем.], часть 1 (Бонн, 1839)
3. Анна Комнина, Алексиада; редактор Райффершайд, часть 2 (Бонн, 1878)
4. Михаил Атталиат, История; редактор Беккер (Бонн, 1853)
5. Иоанн Кантакузин, История; редактор Людвиг Шопен[нем.], часть 1 (Бонн, 1828)
6. Иоанн Кантакузин, История; редактор Людвиг Шопен[нем.], часть 2 (Бонн, 1831)
7. Иоанн Кантакузин, История; редактор Людвиг Шопен[нем.], часть 3 (Бонн, 1832)
8. Георгий Кедрин, Краткая история; редактор Беккер, часть 1 (Бонн, 1838)
9. Георгий Кедрин, Краткая история; редактор Беккер, часть 2 (Бонн, 1839)
10. Лаоник Халкокондил, История; редактор Беккер (Бонн, 1843)
11. Пасхальная хроника; редактор Людвиг Диндорф[нем.], часть 1 (Бонн, 1832)
12. Пасхальная хроника; редактор Людвиг Диндорф[нем.], часть 2 (Бонн, 1832)
13. Иоанн Киннам. Никифор Вриенний; редактор Мейнеке (Бонн, 1836)
14. Георгий Кодин; редактор Беккер (Бонн, 1839)
15. Георгий Кодин; редактор Беккер (Бонн, 1843)
16. Константин VII Багрянородный; редактор Беккер, часть 1 (Бонн, 1829)
17. Константин VII Багрянородный; редактор Беккер, часть 2 (Бонн, 1830)
18. Константин VII Багрянородный; редактор Беккер, часть 3 (Бонн, 1840)
19. Дексипп. Евнапий. Пётр Патрикий и другие; редакторы Беккер и Нибур (Бонн, 1829)
20. Дука, Византийская история; редактор Беккер (Бонн, 1834)
21. Ефрем Антиохийский; редактор Беккер (Бонн, 1840)
22. Георгий Синкелл. Никифор Константинопольский; редактор Людвиг Диндорф[нем.], часть 1 (Бонн, 1829)
23. Георгий Синкелл. Никифор Константинопольский; редактор Людвиг Диндорф[нем.], часть 2 (Бонн, 1829)
24. Михаил Глика; редактор Беккер (Бонн, 1836)
25. Никифор Григора, Византийская история; редактор Беккер, часть 1 (Бонн, 1829)
26. Никифор Григора, Византийская история; редактор Беккер, часть 1 (Бонн, 1830)
27. Никифор Григора, Византийская история; редактор Беккер, часть 1 (Бонн, 1855)
28. История Константинополя, города и патриархов; редактор Беккер (Бонн, 1849)
29. Иоанн Лид; редактор Беккер (Бонн, 1837)
30. Лев Диакон, История; редактор Карл Газе (Бонн, 1828)
31. Лев Грамматик, Хронография. Евстатий, О взятии Фессалоники; редактор Беккер (Бонн, 1842)
32. Иоанн Малала, Хронография; редактор Людвиг Диндорф[нем.] (Бонн, 1831)
33. Константин Манассия. Иоэль. Георгий Акрополит; редактор Беккер (Бонн, 1837)
34. Флавий Меробавд. Корипп; редактор Беккер (Бонн, 1836)
35. Никита Хониат, История; редактор Беккер (Бонн, 1835)
36. Георгий Пахимер, О Михаиле и Андронике Палеолог; редактор Беккер, часть 1 (Бонн, 1835)
37. Георгий Пахимер, О Михаиле и Андронике Палеолог; редактор Беккер, часть 2 (Бонн, 1835)
38. Павел Силенциарий. Георгий Писида. Никифор Константинопольский; редактор Беккер (Бонн, 1837)
39. Георгий Сфрандзи. Иоанн Канан. Иоанн Анагност; редактор Беккер (Бонн, 1828)
40. Прокопий Кесарийский. Война с персами, Война с вандалами; редактор Вильгельм Диндорф[нем.], часть 1 (Бонн, 1833)
41. Прокопий Кесарийский. Война с готами; редактор Вильгельм Диндорф[нем.], часть 2 (Бонн, 1833)
42. Прокопий Кесарийский. Тайная история; редактор Вильгельм Диндорф[нем.], часть 3 (Бонн, 1838)
43. Феофан Исповедник. Хронография; редактор Классен, часть 1 (Бонн, 1839)
44. Феофан Исповедник. Хронография; редактор Классен, часть 2 (Бонн, 1841)
45. Продолжатель Феофана. Иоанн Камениата. Симеон Магистр. Георгий Амартол; редактор Беккер (Бонн, 1838)
46. Феофилакт Симокатта, История; редактор Беккер (Бонн, 1834)
47. Иоанн Зонара, Анналы; редактор Мориц Пиндер[нем.][1], часть 1 (Бонн, 1841)
48. Иоанн Зонара, Анналы; редактор Мориц Пиндер[нем.], часть 2 (Бонн, 1844)
49. Иоанн Зонара, Анналы; редактор Мориц Пиндер[нем.], часть 3 (Бонн, 1897)
50. Зосим; редактор Беккер (Бонн, 1837)